# 元通駅
元通駅（げんつうえき、中文表記: 元通站、英文表記: Yuantong Station）は、中華人民共和国江蘇省南京市建鄴区にある、南京地下鉄の駅である。2号線と10号線が乗り入れ、両路線の接続駅となっている。

## 利用可能な鉄道路線
南京地下鉄
■2号線
■10号線

## 駅構造

### 2号線
- 島式ホーム1面2線の地下駅。

### 10号線
- 相対式ホーム2面2線の地下駅。

## 駅周辺
- 空き地が広がっている。

## 沿革
- 2005年8月12日 - 1号線開業。
- 2010年5月28日 - 2号線開業。
- 2014年5月31日 - 終電後、1号線安徳門駅-奥体中心駅間運行中止、10号線への編入工事開始[1]。
- 2014年7月1日 - 10号線安徳門駅-雨山路駅間開通[2]。

## 隣の駅
南京地下鉄
■2号線
雨潤大街駅 - 元通駅 - 奥体東駅
■10号線
中勝駅 - 元通駅 - 奥体中心駅
河西有軌
博覧中心東門駅- 元通駅 - 富春江西街駅

## 参考
1. ↑  南京地铁1号线31日晚7时停运. 中国网. 2014-05-24
2. ↑  南京地铁两条新线“首日秀”:运营10小时迎客6万人次

座標: 北緯31度59分53秒 東経118度42分59秒 / 北緯31.9981度 東経118.7163度